# Daniela Bambasová
Daniela Bambasová (* 11. listopadu 1954 Praha) je česká filmová a divadelní herečka.

## Život
Narodila se v Praze jako Daniela Kopecká. V Praze absolvovala hudebně-dramatický obor na Státní konzervatoři a v letech 1976–1981 působila ve Slováckém divadle v Uherském Hradišti. Zde se seznámila s hercem Ladislavem Bambasem (* 1947) a narodil se jejich syn Daniel Bambas (* 1980), dnes známý divadelní a televizní herec. Manželé Bambasovi poté získali stálé angažmá Jihočeském divadle v Českých Budějovicích. Ladislav Bambas opustil Jihočeské divadlo počátkem devadesátých let a začal se věnovat podnikání, Daniela Bambasová se stala oporou hereckého souboru a ztvárnila 135 velkých i menších divadelních rolí. V roce 2025 uzavřela svou úspěšnou divadelní kariéru a s jejím odchodem končí jedna z přelomových etap českobudějovické činohry.
Na svůj první den v Jihočeském divadle s manželem vzpomíná takto: „Strašně pršelo, já jsem hrozně zmokla. On byl takový akční, zašel k maskérkám a říkal: ,Mohly byste mé ženě upravit vlasy?ʻ A já jsem se strašně styděla...už jsme měli něco za sebou. Já už jsem měla osm let odehraných velkých rolí v Hradišti, měla jsem malý dítě, nebyla jsem žádný začátečník, ale stejně jsem byla rozklepaná, jak nás soubor přijme. Navíc jsme byli dva, to vzbuzuje vždycky takovou nedůvěru.“

## Role

### Divadelní role
V divadle hrála desítky hlavních a titulních rolí, napříč klasickým i současným repertoárem, např. Maryša (1983); Strakonický dudák (1984); Antigona (1985), rovnocenný prostor spolu s manželem dostali například v Lucerně (1986) nebo Othellovi (1988). Mezi její velké dramatické role dále patří Elektra, Laura (Skleněný zvěřinec), Manon Lescaut, Jeptiška, Arkadinová (Racek), Isadora Duncan (Když Isadora tančila), Regina (Lištičky), Klytaimestra, Matka (Krvavá svatba), Alžběta (Marie Stuartovna), Gertruda (Hamlet), Rachel (Slaměná židle). Komediální tituly jsou zastoupené Maribel (Maribel a podivná rodina), Tekla (Ženitba), Teta Kateřina (Saturnin), Titánie (Sen noci svatojánské), lepice (Alla), Je Úchvatná! (Florence F. Jenkinsová), Kalifornská mlha (Maude) či Společenstvo vlastníků (Horváthová). Vystupovala i v muzikálech: Tornádo Lou (Limonádový Joe), Smrt (Malované na skle), Jannet (Dohana!). I na regionální scéně v Českých Budějovicích navíc dostala příležitost pracovat s režiséry zvučných jmen jako Jiří Menzel (Sen noci svatojánské, 1994) nebo Jan Kačer (Ifigenie v Aulidě, 1997).

### Filmové a televizní role
V době angažmá v Uherském Hradišti ve filmu ze života Antonína Dvořáka Koncert na konci léta (1979) hrála komornou (v tomto filmu hrál i její manžel Ladislav Bambas). Vedlejší role hrála ve slovenských filmech Kočka (1982), Žaby a iné ryby (1986), Pekný Zoli (1988). Z televizní tvorby ji diváci mohli vidět v seriálech Bakaláři, Četnické humoresky, Nikdo není dokonalý nebo Velmi křehké vztahy, kde byla matkou svého vlastního syna Daniela Bambase. Spolupracuje pravidelně s rozhlasem a občas se věnuje dabingu.

## Ocenění
Získala několik celostátních i krajských divadelních cen: v Uherském Hradišti dvě Ceny literárního fondu a v Českých Budějovicích 14 Jihočeských Thálií. Dvakrát byla v širší nominaci na celostátní Cenu Thálie. U Ráchel ze hry Slaměná židle jí soška unikla o jediný hlas. Ale jak sama říká, nešla k divadlu kvůli ambicím nebo kariéře: „Vždycky jsem chtěla odvést kvalitní práci, aby měli diváci, režisér, kolegové pocit, že jsem hru naplnila, a abych je nezklamala. Byla jsem šťastná, když se ocenění od diváků shodovalo s odbornou porotou.“